# 世界五大文明
世界五大文明（せかいごだいぶんめい）とは、北朝鮮だけが主張している、世界四大文明に大同江（대동강문화）を付け加えた史観である。
1998年3月に、北朝鮮の共和国歴史学学会は、平壌を中心とした大同江流域の古代文化を「大同江文化」と命名し、人類と古代文化の発祥地、中心地だったとし、大同江文化が世界四大古代文明と肩を並べる世界五大文明の中の1つと宣布した。
2006年1月17日にも、北朝鮮の政府機関紙『民主朝鮮』が、エジプト、メソポタミア、インダス、黄河の世界四大文明に匹敵する「大同江文化」が5000年前に大同江流域で栄えたとし、世界最初の古代文明は古代朝鮮を加えた五大文明だとする記事を掲載した。
2007年12月7日の『朝鮮新報』（日本の朝鮮総連の機関紙）や、2011年6月の『朝鮮中央通信』も、「大同江文化」が世界五大文化の1つだという記事を掲載している。
李基白（朝鮮語: 이기백、西江大学）は、世界五大文明について「平壤を民族史の中心に設定するための戦略の一環だと思います。北朝鮮は民族史の正統性を檀君朝鮮、高句麗、渤海、高麗王朝、北朝鮮に設定しています。しかし、民族史の正統性は、地理的な位置によって決定されるものではない。朝鮮民族が展開してきた正しい方向性と一致する政治をするか、しないかによって決定されるのです」と評している。